# Spånga landskommun
Spånga landskommun var en tidigare kommun i Stockholms län.

## Administrativ historik
När 1862 års kommunalförordningar trädde i kraft inrättades cirka 2 400 landskommuner i Sverige. Därtill kom 89 städer och 8 köpingar.
I Spånga socken i Sollentuna härad i Uppland inrättades då denna kommun.
Inom kommunen inrättades den 7 mars 1913 ett municipalsamhälle med namnet Hässelby villastads municipalsamhälle. Detta område bröts år 1926 ut ur kommunen för att bilda Hässelby villastads köping.
Andra municipalsamhällen i dåvarande Spånga landskommun var Duvbo municipalsamhälle (inrättat 3 juli 1903), Bromstens municipalsamhälle (inrättat 10 juni 1904), Solhems municipalsamhälle (inrättat 3 april 1908) och Flysta municipalsamhälle (inrättat 10 december 1915). Samtliga dessa upphörde när kommunen upplöstes vid utgången av år 1948.
Från den 1 januari 1949 inkorporerades såväl Hässelby villastads köping som huvuddelen av Spånga i Stockholms stad. Drygt 5 km²  överfördes till Sundbybergs stad. Det området utgör i dag en stor del av Sundbybergs kommun, innefattande stadsdelar som Duvbo, Hallonbergen, Rissne och Ör. Mindre delar gick till Solna stad och Sollentuna köping.

## Yta och befolkning
Vid 1945 års folkräkning, den sista före kommunens upplösning, anges arealen till 46,15 km² med 13 765 invånare 

## Kommunvapnet
Spånga landskommun förde inte något vapen.

### Duvbo municipalsamhälle
Blasonering: I fält av silver ett grönt äppelträd med röda äpplen.
Detta vapen fastställdes av Kungl. Maj:t den 30 juni 1943. Vapnet upphörde den 1 januari 1949.

Duvbo municipalsamhälle (1943–48)

## Politik

### Mandatfördelning i valen 1938-1946
| 20 | 2 | 8 |

| 28 |

| 2 | 23 | 10 |

| 30 | 5 |

| 7 | 19 | 9 |

| 31 |